# Lijst van militaire oefenterreinen van de Wehrmacht tijdens de Tweede Wereldoorlog
Dit is een lijst van militaire oefenterreinen van de Wehrmacht tijdens de Tweede Wereldoorlog.  Hieronder volgen de militaire oefenterreinen.
| Wehrkreis I                                                                    | Wehrkreis I |
| ------------------------------------------------------------------------------ | ----------- |
| Militair oefenterrein Arys bij Arys (Kreis Johannisburg)                       |             |
| Militair oefenterrein Stablack bij Preußisch Eylau                             |             |
| Militair oefenterrein Allenstein, bij Allenstein                               |             |
| Militair oefenterrein Nord bij Mielau                                          |             |
| Wehrkreis II                                                                   |             |
| Militair oefenterrein Groß Born                                                |             |
| Militair oefenterrein Hammerstein                                              |             |
| Militair oefenterrein Altwarp                                                  |             |
| Wehrkreis III                                                                  |             |
| Militair oefenterrein Döberitz bij Dallgow-Döberitz                            |             |
| Militair oefenterrein Jüterbog (Jüterbog-West)                                 |             |
| Militair oefenterrein Markendorf (Jüterbog-Ost)                                |             |
| Militair oefenterrein Kummersdorf                                              |             |
| Militair oefenterrein Wandern                                                  |             |
| Militair oefenterrein Meseritz                                                 |             |
| Militair oefenterrein Zossen/Wünsdorf                                          |             |
| Wehrkreis IV                                                                   |             |
| Militair oefenterrein Königsbrück                                              |             |
| Militair oefenterrein Zeithain                                                 |             |
| Wehrkreis V                                                                    |             |
| Militair oefenterrein Münsingen                                                |             |
| Militair oefenterrein Heuberg                                                  |             |
| Militair oefenterrein Hagenau in Elzas                                         |             |
| Militair oefenterrein Oberhofen in Elzas                                       |             |
| Wehrkreis VI                                                                   |             |
| Militair oefenterrein Senne                                                    |             |
| Militair oefenterrein Haltern                                                  |             |
| Militair oefenterrein Wahn (Wahner Heide bij Köln)                             |             |
| Militair oefenterrein Elsenborn                                                |             |
| Wehrkreis VII                                                                  |             |
| Militair oefenterrein Hohenfels                                                |             |
| Hooggebergte-militair oefenterrein Luttensee bij Mittenwald                    |             |
| Wehrkreis VIII                                                                 |             |
| Militair oefenterrein Lamsdorf                                                 |             |
| Militair oefenterrein Mechau bij Guhrau                                        |             |
| Militair oefenterrein Neuhammer                                                |             |
| Militair oefenterrein Blechhammer                                              |             |
| Wehrkreis IX                                                                   |             |
| Militair oefenterrein Wildflecken                                              |             |
| Militair oefenterrein Schwarzenborn                                            |             |
| Militair oefenterrein Ohrdruf                                                  |             |
| Wehrkreis X                                                                    |             |
| Militair oefenterrein Munster                                                  |             |
| Militair oefenterrein Lockstedt, bij Itzehoe                                   |             |
| Militair oefenterrein Jägerslust, bij Flensburg                                |             |
| Militair oefenterrein Putlos in Ostholstein                                    |             |
| Wehrkreis XI                                                                   |             |
| Militair oefenterrein Altengrabow                                              |             |
| Militair oefenterrein Bergen                                                   |             |
| Militair oefenterrein Altmark                                                  |             |
| Wehrkreis XII                                                                  |             |
| Militair oefenterrein Baumholder                                               |             |
| Militair oefenterrein Bitsch in Lothringen                                     |             |
| Wehrkreis XIII                                                                 |             |
| Militair oefenterrein Grafenwöhr                                               |             |
| Militair oefenterrein Hammelburg                                               |             |
| Wehrkreis XVII                                                                 |             |
| Militair oefenterrein Allentsteig                                              |             |
| Militair oefenterrein Bruckneudorf                                             |             |
| Militair oefenterrein Senning                                                  |             |
| Wehrkreis XVIII                                                                |             |
| Militair oefenterrein Hochfilzen                                               |             |
| Militair oefenterrein Navis                                                    |             |
| Wehrkreis XX                                                                   |             |
| Militair oefenterrein Graudenz                                                 |             |
| Militair oefenterrein Danzig                                                   |             |
| Militair oefenterrein Thorn                                                    |             |
| Militair oefenterrein Schwetz                                                  |             |
| Militair oefenterrein Putzig                                                   |             |
| Militair oefenterrein Lübbenberg, bij Konitz                                   |             |
| Militair oefenterrein Kulm, bij Kulm                                           |             |
| Militair oefenterrein Gruppe respectievelijk „Heidekraut“ in de Tucheler Heide |             |
| Luchtmacht-oefenterrein Rippin                                                 |             |
| Wehrkreis XXI                                                                  |             |
| Militair oefenterrein Schrimm                                                  |             |
| Militair oefenterrein Waldowsee                                                |             |
| Militair oefenterrein Schieratz                                                |             |
| Militair oefenterrein Welun                                                    |             |
| Militair oefenterrein Warthelager bij Posen                                    |             |
| Protectoraat Bohemen en Moravië                                                |             |
| Militair oefenterrein Jungbunzlau, bij Jungbunzlau                             |             |
| Militair oefenterrein Melnik, bij Melnik                                       |             |
| Militair oefenterrein Milovice, bij Milowitz                                   |             |
| Militair oefenterrein Brdy, bij Pibrans                                        |             |
| Militair oefenterrein Pardubitz, bij Pardubitz                                 |             |
| Militair oefenterrein Rokitzan, bij Rokitzan                                   |             |
| Militair oefenterrein Schlan, bij Schlan                                       |             |
| Militair oefenterrein Tabor, bij Tabor                                         |             |
| Militair oefenterrein Wischau, bij Wischau,                                    |             |
| Generaal-gouvernement Polen                                                    |             |
| Militair oefenterrein Mitte bij Radom                                          |             |
| Militair oefenterrein Reichshof, bij Reichshof                                 |             |
| Militair oefenterrein Süd, bij Mielec                                          |             |
| Militair oefenterrein Rembertow, bij Warschau                                  |             |
| Militair oefenterrein Galizien, bij Lemberg                                    |             |
| Duits-Slowaakse veilige zone                                                   |             |
| Militair oefenterrein Kleine Karpathen, bij Malacky                            |             |
| Bezette België                                                                 |             |
| Militair oefenterrein Beverloo                                                 |             |
| Militair oefenterrein Braschaet                                                |             |
| Militair oefenterrein Maria ter Heide                                          |             |